# Westford (Massachusetts)
Westford és una població dels Estats Units a l'estat de Massachusetts. Segons el cens del 2008 tenia 22.066 habitants.

## Demografia
Segons el cens del 2000, Westford tenia 20.754 habitants, 6.808 habitatges, i 5.807 famílies. La densitat de població era de 261,8 habitants/km².
Dels 6.808 habitatges en un 48,8% hi vivien nens de menys de 18 anys, en un 76,2% hi vivien parelles casades, en un 6,6% dones solteres, i en un 14,7% no eren unitats familiars. En l'11,7% dels habitatges hi vivien persones soles el 4,3% de les quals corresponia a persones de 65 anys o més que vivien soles. El nombre mitjà de persones vivint en cada habitatge era de 3,03 i el nombre mitjà de persones que vivien en cada família era de 3,31.
Per edats la població es repartia de la següent manera: un 31,8% tenia menys de 18 anys, un 4,2% entre 18 i 24, un 32,8% entre 25 i 44, un 23,9% de 45 a 60 i un 7,2% 65 anys o més.
L'edat mediana era de 37 anys. Per cada 100 dones de 18 o més anys hi havia 95,4 homes.
La renda mediana per habitatge era de 98.272 $ i la renda mediana per família de 104.029$. Els homes tenien una renda mediana de 77.417 $ mentre que les dones 45.095$. La renda per capita de la població era de 37.979$. Entorn de l'1,3% de les famílies i l'1,7% de la població estaven per davall del llindar de pobresa.